# Platyhypnidium alopecuroides
Platyhypnidium alopecuroides là một loài Rêu trong họ Brachytheciaceae. Loài này được (Brid.) Koperski & Sauer, M. mô tả khoa học đầu tiên năm 2000.